# Алекс Чідомере
Алекс Чідомере (нар. 12 серпня 2002, Київ, Україна) — український футболіст нігерійського походження, нападник «Ворскли».

## Клубна кар'єра
Народився в Києві, мати — українка, батько — нігерієць. Футболом розпочав займатися у столичній «Зміні-Оболонь», а в 11-річному віці перейшов до ДЮФШ «Динамо».
Напередодні старту сезону 2019/20 років підписав контракт з ФК «Оболонь-Бровар», проте був відправлений набиратися досвіду у другу команду клубу. Дебютував за «Оболонь-Бровар-2» 27 липня 2019 року в переможному (1:0) виїзному поєдинку 1-го туру групи А Другої ліги проти вишгородського «Діназу». Алекс вийшов на поле на 82-й хвилині, замінивши Владислава Ульянченка.
У січні 2022 року став гравцем харківського «Металіста».

## Кар'єра в збірній
У 2019 році викликався до юнацької збірної України (U-18), за яку зіграв 4 матчі та відзначився 1 голом.